# 高島町 (長崎県)
高島町（たかしまちょう）は、長崎県の西彼杵郡にあった町である。2005年1月4日に長崎市へ編入し、長崎市高島町（たかしままち）となった。
本項では現在の長崎市の一地区としての高島町についても記述する。高島地区（長崎市役所高島地域センター管内）の人口は373人（2018年2月末日現在、住民基本台帳）。

## 概要
2005年（平成17年）1月3日まで日本で最も面積が小さかった町である。1955年（昭和30年）に端島（西彼杵郡高浜村）を併合した直後は人口16,904人となり、日本で最も人口密度の高い町であったが長崎市に編入する直前には全国で最も人口の少ない町となっていた。

### 人口
1955年（昭和30年）に端島（西彼杵郡高浜村）を併合した直後は人口16,904人であった。鉱業所の町であったので人口は増加傾向であったが、高島炭鉱などの炭鉱が閉鎖されてからは人口が激減。長崎市編入合併直前には全国の町で唯一1000人を割っていた。

#### 端島における人口
1955年（昭和30年）までは高浜村に属し、端島炭鉱があった。かつては日本一、世界一と言われる人口密度であったが炭鉱閉鎖後は無人島となった。

## 地理
以下の4島からなる（順番は北から南）。
飛島
面積0.01 km2。防波堤で高島と繋がっている。
高島
面積1.24 km2、周囲6.4 km、東西1.2 km、南北1.8 km。長崎市中心部から南西14.5 kmに位置する。かつては高島・上二子島・下二子島の3島であったが、埋立により陸続きになった。飛島とも防波堤で繋がっている。高島炭鉱があった。唯一の有人島。
中ノ島
面積0.01 km2。高島と端島の中間にある無人島。一時期だがこの島にも炭鉱があった。
端島（軍艦島）
面積0.1 km2、周囲1.2 km、東西0.16 km、南北0.48 km

### 面積
1.34 km2（当時、日本国内で面積最小の市町村であった）

### 気候
年間平均気温は15℃から16℃、平均降水量は2000mm。

## 町名
高島町（たかしままち）
元来、大字や郷・名などの行政単位を設置しておらず、全域番地のみ（高島町××番地）だった。1955年、高浜村より端島を編入しており、高島町端島となった。
角川日本地名大辞典によれば、高島町は元来の番地のみの区域と端島のみとされるが、長崎市編入直前の時点で、「高島」「飛島」「中ノ島」「端島」の4字があったとする資料も存在する。
ただし、他自治体のように行政区ごとに町名設置はせず、全域が長崎市高島町に改められた。高島本島以外の3島は、長崎市高島町の一部となり、高島町の小字という扱いに変更された。
自治会は本町、小島、高島、光町、西浜が存在する。

## 歴史
- 1185年 -  平家の落武者が高島にたどり着いて住みついたといわれる。
- 1695年 -  高島で石炭を発見。
- 1710年ごろ -  高島で石炭採掘が事業化。
- 1868年 -  トーマス・グラバーと佐賀藩の合弁により高島炭鉱が本格的に稼動。
- 1881年（明治14年） -  高島炭鉱を三菱の岩崎彌太郎に譲渡。
- 1955年（昭和30年） -  高島炭鉱の支鉱のあった端島（西彼杵郡高浜村）が高島町の区域となる。
- 1974年（昭和49年） -  端島炭鉱（正式には高島炭鉱の支鉱）が閉山、端島が無人化。
- 1986年（昭和61年） 11月27日 - 高島炭鉱が閉山する。[3]
- 1989年 - 町木・町鳥が制定される。[10]
- 1997年（平成9年） -  飛島磯釣り公園・海水浴場がオープン。
- 2001年（平成13年） -  三菱マテリアルの私有地であった端島が、高島町へ無償譲渡される。

### 行政区域の変遷
- 1889年（明治22年）4月1日 - 町村制施行により、西彼杵郡高島村が単独村制にて発足。
- 1948年（昭和23年）10月1日 - 町制施行。高島町となる。
- 1955年（昭和30年）4月1日 -  高浜村の一部（端島名）[注釈 3]と合併し、改めて高島町が発足。
- 2005年（平成17年）1月4日 - 長崎市へ編入し、自治体としての高島町消滅。長崎市高島町となる。

## 行政

### 町章
- 1969年に三つの小さな輪を基にして、高島町・鉱業所・労働者を表し、それらを囲む輪は平和と家族の円満を意味した初代の町章が制定される[11][10]しかし、初代の町章である
鉱業所が閉されたことで町章として相応しくない為に変更された[11]。
- 1996年12月2日に由来は不明であるが、2代目の町章が制定される。[12]

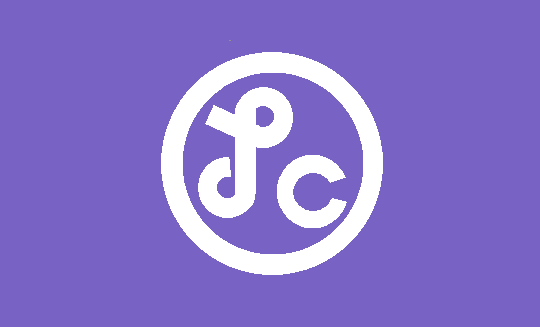
初代の町旗
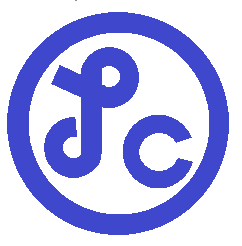
初代の町章
2代目の町旗
2代目の町章

## 産業
かつては炭鉱で栄えていたが、1974年に端島炭鉱が、1986年に高島炭鉱がそれぞれ閉山した。その後、世界遺産登録などを経て、観光の町として生まれ変わろうとしている。

## 教育
- 長崎県立高島高等学校（1989年（平成元年）閉校）
- 高島町立高島中学校
- 高島町立高島小学校

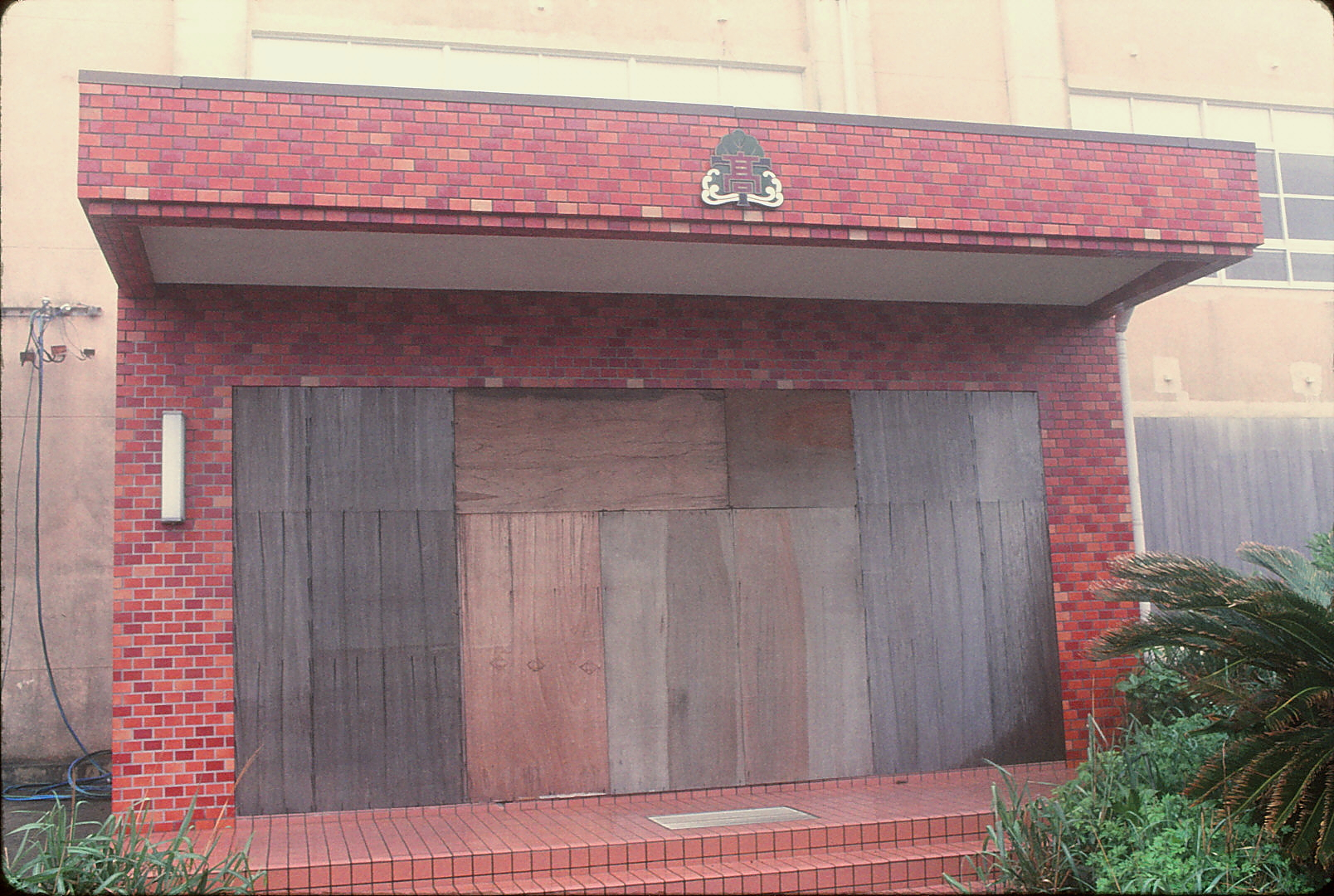
長崎県立高島高等学校
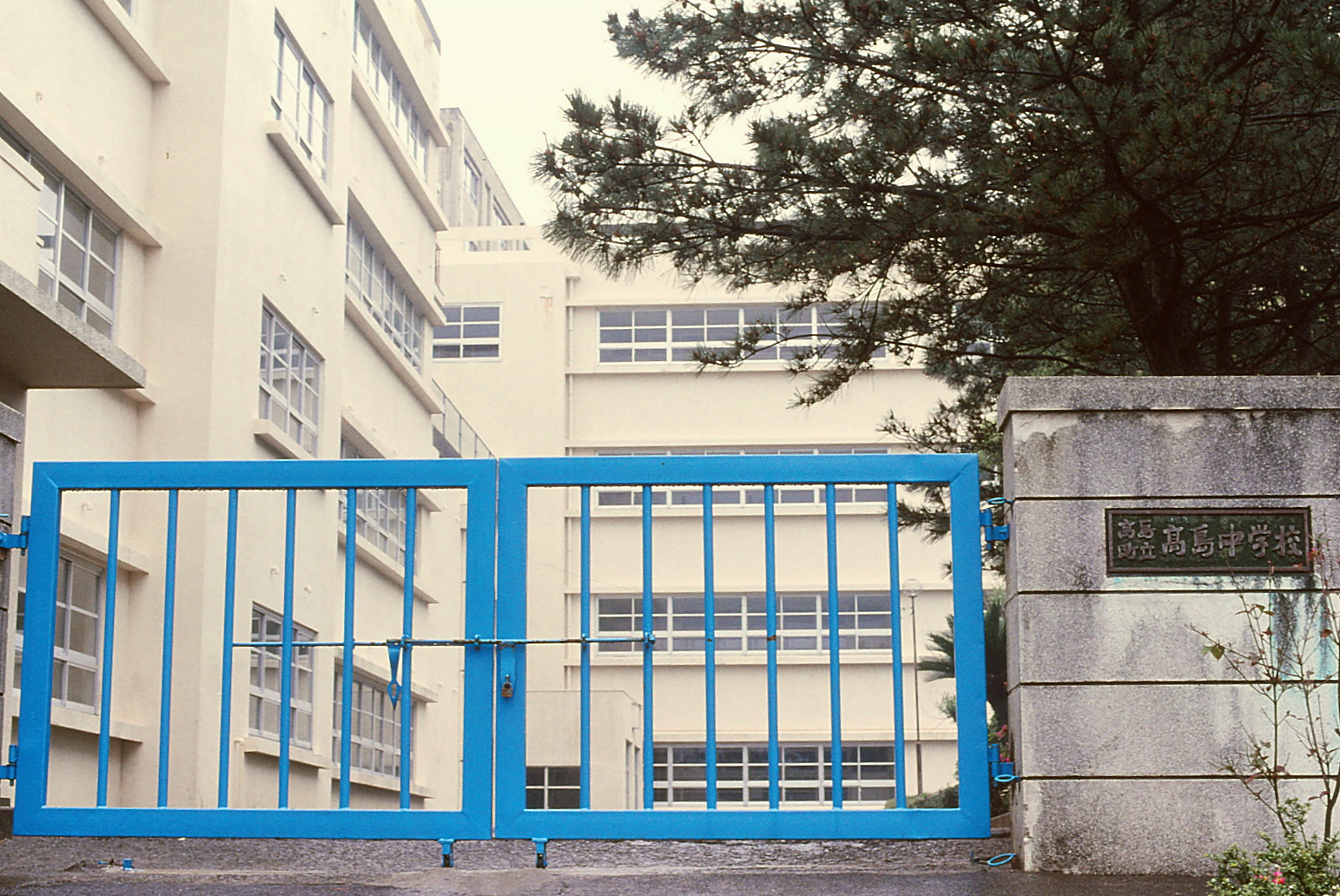
高島町立高島中学校　現在の小中学校場所
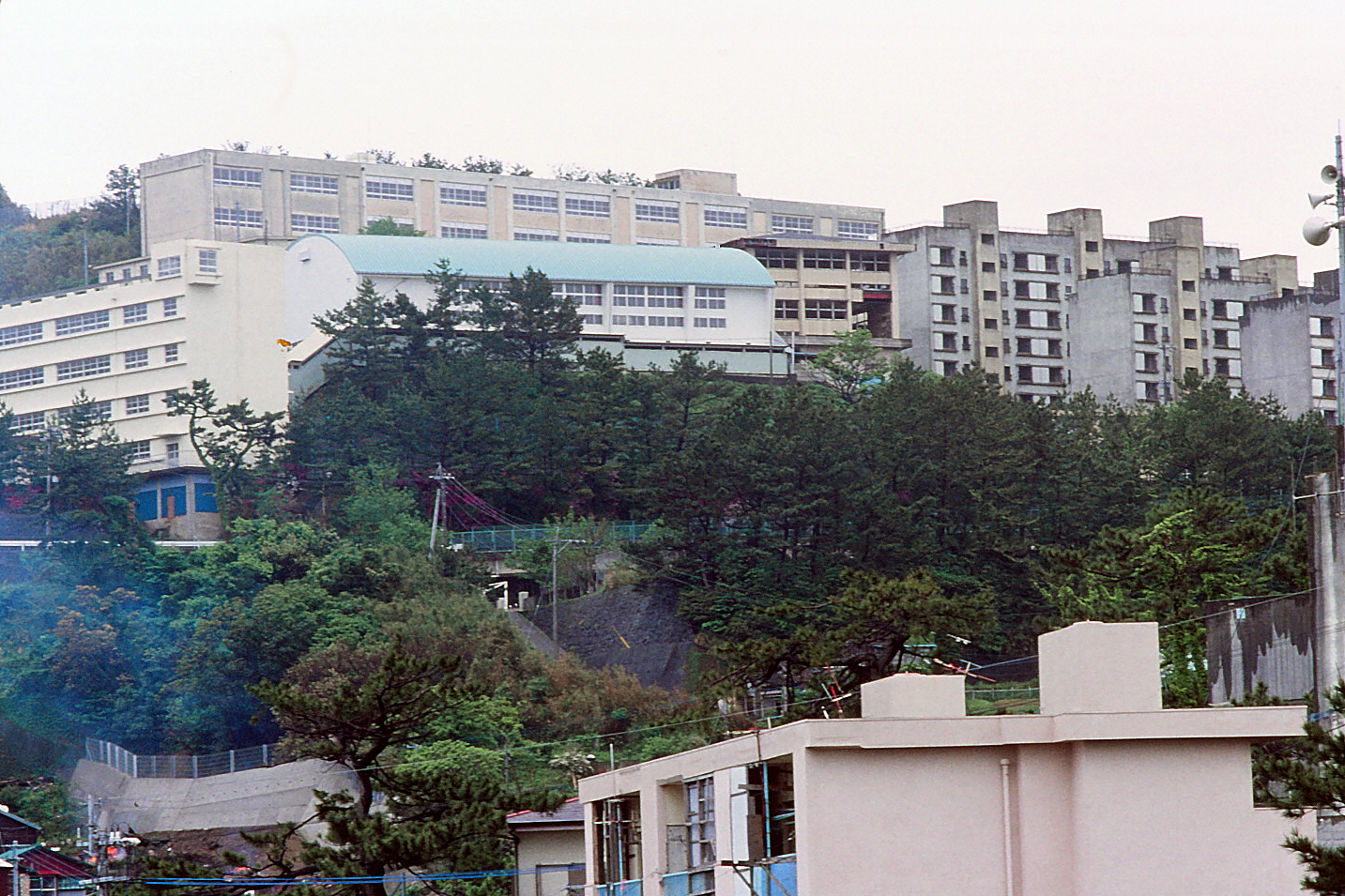
手前　高島町立高島中学校　　後方　長崎県立高島高校
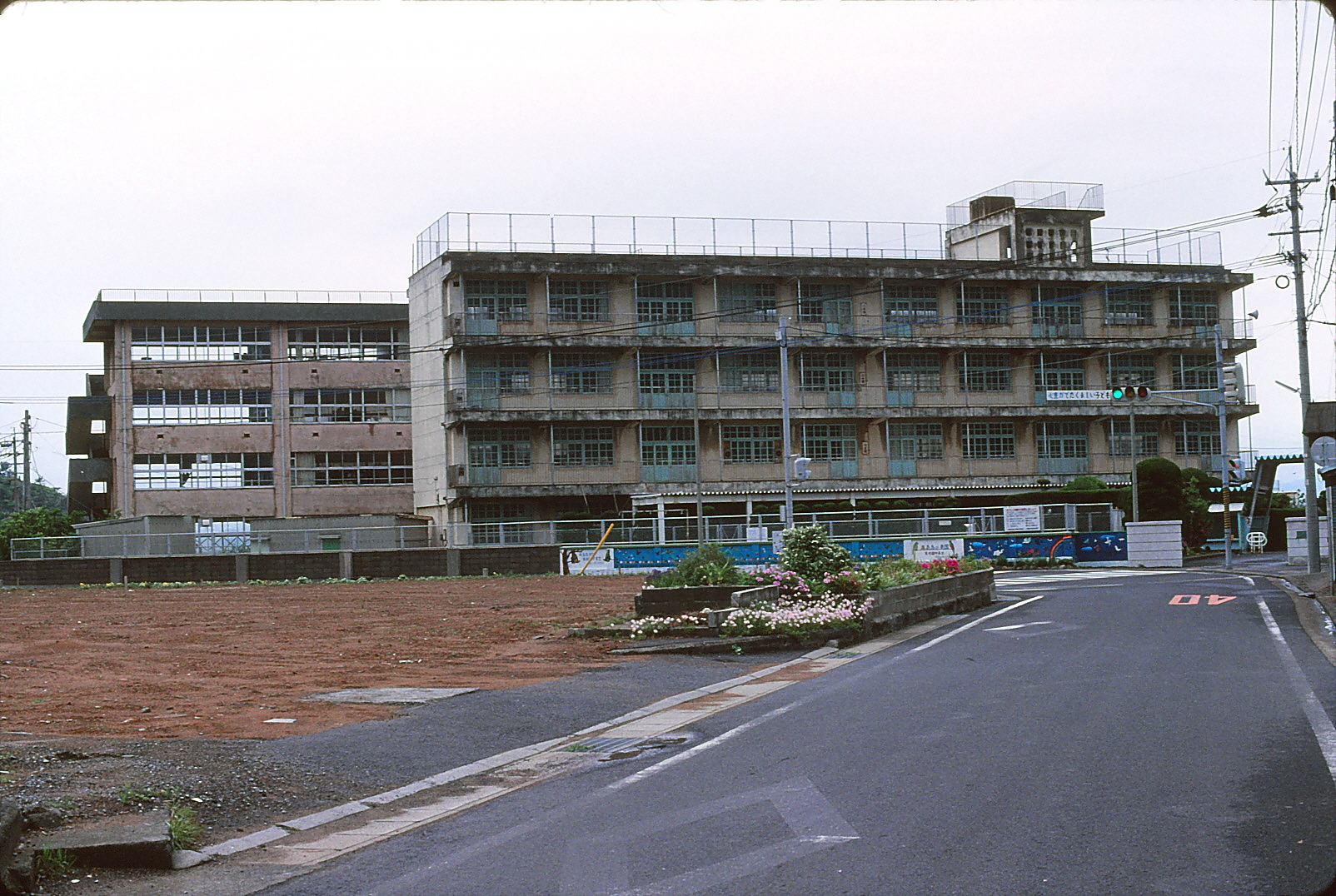
高島町立高島小学校　旧校舎

## 交通

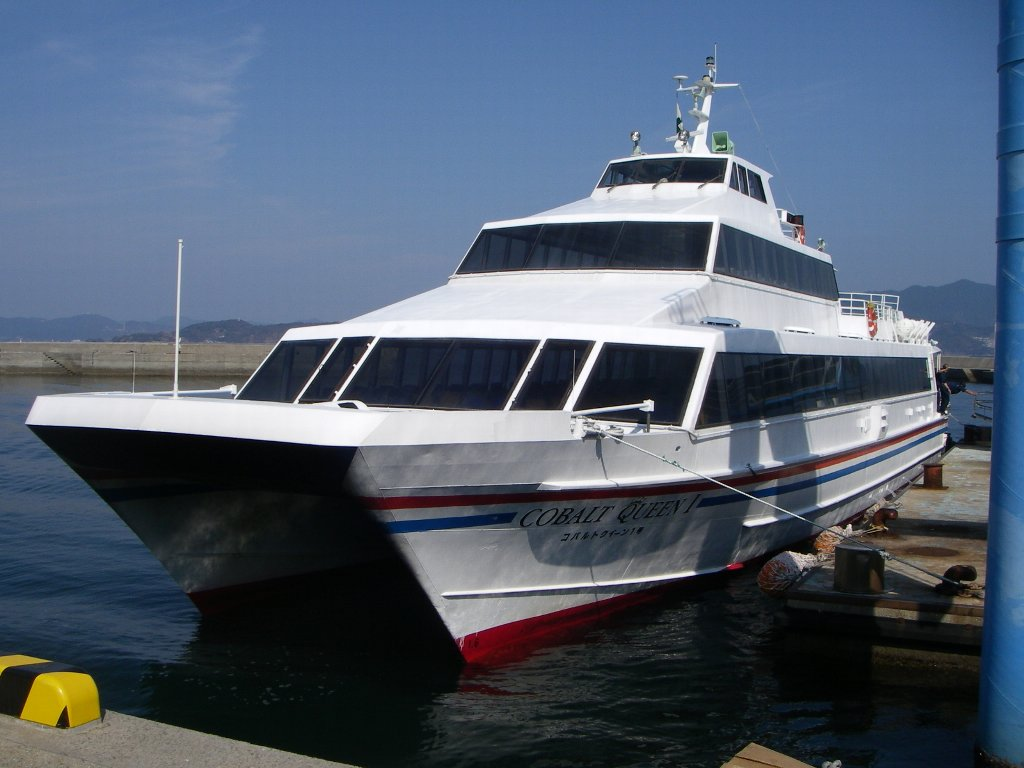
コバルトクィーン1号（高島にて）

高島へは、長崎汽船が長崎港から伊王島経由で高速船（コバルトクィーン）が1日9往復運航している。（平成２６年現在）

## 名所・旧跡・観光スポット
- 飛島磯釣り公園・海水浴場
- 石炭資料館
- グラバー別邸跡
- ゴリラ山（ごんげん山）

## 高島町出身の著名人
- 岡崎律子（歌手・作曲家。(端島出身)）
- 石森達幸（声優。(端島出身)）